# Karl Haus

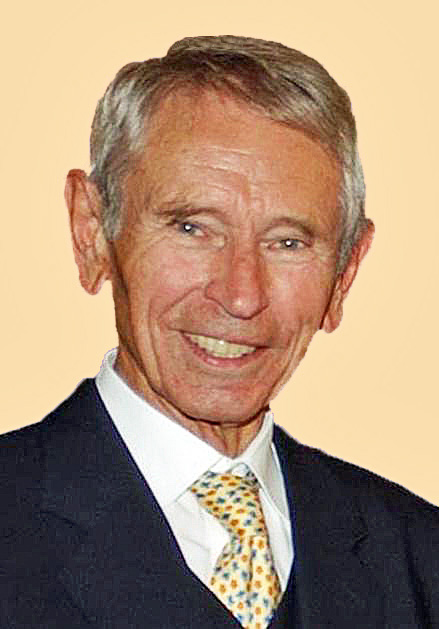
Karl Haus, 2003

Karl Haus (* 24. September 1928 in Schweinfurt; † 9. Januar 2018) war ein deutscher Musikwissenschaftler und Komponist.

## Leben
Karl Haus wurde am 24. September 1928 in Schweinfurt geboren und verfolgte sein Studium in Würzburg und Augsburg. Nach seiner erfolgreichen Staatsprüfung erhielt er eine Einstellung als Musiklehrer am örtlichen Gymnasium und der Städtischen Singschule in Schweinfurt. 1964 übernahm er deren Leitung und baute sie zu einer allgemeinen Musikschule aus. Im selben Jahr organisierte Karl Haus erstmals den Wettbewerb „Jugend musiziert“. 1965 bekam er eine Professur für Chorleitung und Musikerziehung an der Hochschule für Musik in Würzburg angeboten, die er annahm. Von 1968 bis 1987 übernahm er die Leitung vom „Großen Chor“ sowie „Experimentalchor“ der Hochschule. 
Berufsbegleitend hielt er zahlreiche Seminare im In- und Ausland, arbeitete für Fachzeitschriften und war Mitglied mehrerer Verbände und Ausschüsse. 
Seine Kompositionen umfassen hauptsächlich Kantaten, Chorzyklen und -sätze. Kennzeichnend seiner Werke ist die fortwährende Berücksichtigung der stimmlichen Möglichkeiten von Laienchören. Karl Haus wurde für seine besonderen musikalischen Leistungen mehrfach geehrt. Er starb am 9. Januar 2018 im Alter von 89 Jahren.

## Auszeichnungen und Medaillen
- 1963: Valentin-Becker-Preis
- 1967: Preis der Carl-Engels-Stiftung
- 1987: Hans-Berge-Gedächtnispreis
- 1988: Stadtmedaille der Stadt Schweinfurt
- 1990: Bundesverdienstkreuz am Bande
- 2004: Ehrenmitglied des Fränkischen Sängerbundes
- 2008: Bürgermedaille in Silber der Gemeinde Schonungen

## Karl-Haus-Stiftung
- 1993 Errichtung der „Karl-Haus-Stiftung“ zur Förderung begabter oder bedürftiger junger Schüler der Musikschule Schweinfurt.

## Werke (Auswahl)
- Jetzt ist die rechte Freudenzeit. Kleine Weihnachtskantate. Dreistimmiger Kinderchor oder dreistimmiger gemischter Chor. Verlag Merseburger, Kassel
- Dort am Flüsschen. Vierstimmiger Männerchor. Verlag Merseburger, Kassel
- Junggesellenlied. Vierstimmiger Männerchor. Verlag Merseburger, Kassel
- Goldwürfelspiel. Vierstimmiger gemischter Chor. Verlag Merseburger, Kassel
- Das Böcklein. Vierstimmiger gemischter Chor. Verlag Merseburger, Kassel
- Lustig, lustig, ihr lieben Brüder. Sieben fränkische Volkslieder. Gemischter Chor. Verlag Böhm, Augsburg
- Singen und Spielen. Kinderchor. Verlag Schott, Mainz
- Gold’ne Ringe. Frauenchor. Verlag Concertino, Bad Heilbrunn
- Für drei Querflöten. Instrumentalmusik. Manuskript bei K.Haus
- Posaunissimo. Quartett für Posaunen. Kammermusik. Concertino, Bad Heilbrunn
- Pianospiele. Klaviermusik. Verlag Vogt ₰ Fritz, Schweinfurt